# Schizostachyum khoonmengii
Schizostachyum khoonmengii là một loài thực vật có hoa trong họ Hòa thảo. Loài này được S.Dransf. mô tả khoa học đầu tiên năm 2000.